# Lucjan Małachowski
Lucjan Marceli Małachowski, ps. „Janusz II” (ur. 16 czerwca 1891 w Suwałkach, zm. ?) – podpułkownik uzbrojenia Wojska Polskiego, działacz niepodległościowy, kawaler Orderu Virtuti Militari, inżynier.

## Życiorys
Urodził się 16 czerwca 1891 w Suwałkach, w rodzinie Jana. W latach 1912–1914 należał do Związku Walki Czynnej i Związku Strzeleckiego w Belgii .
Po wybuchu I wojny światowej wstąpił do Legionów Polskich i w szeregach 5 baterii II dywizjonu 1 pułku artylerii brał udział w walkach na Podhalu pod koniec 1914. W szeregach 3 dywizjonu artylerii konnej w stopniu porucznika brał udział w wojnie polsko-ukraińskiej i wojnie polsko-bolszewickiej, za swoje czyny wojenne otrzymał Order Virtuti Militari. Po wojnach został awansowany na stopień porucznika artylerii ze starszeństwem z dniem 1 czerwca 1919. W 1923, jako oficer 7 dywizjonu artylerii konnej z Poznania, był odkomenderowany na studia na Politechnice Warszawskiej. W 1924, jako oficer nadetatowy 4 dywizjonu artylerii konnej z Suwałk, służył w Zbrojowni nr 2. W 1925 został przeniesiony z 4 dak do Okręgowego Zakładu Uzbrojenia nr 1, z pozostawieniem na stanowisku w Zbrojowni nr 2. Został awansowany na stopień kapitana uzbrojenia ze starszeństwem z dniem 1 lipca 1923. W 1928 był oficerem artylerii w Instytucie Badań Materiałów Uzbrojenia. Został awansowany na stopień majora artylerii ze starszeństwem z dniem 1 stycznia 1931, a przed 1930 uzyskał tytuł inżyniera. Do 1939 był przypisany do adresu ulicy Mokotowskiej 54 w Warszawie. Na podpułkownika awansował ze starszeństwem z dniem 19 marca 1937 i 3. lokatą w korpusie oficerów uzbrojenia. W marcu 1939 pełnił służbę w Instytucie Technicznym Uzbrojenia w Warszawie na stanowisku zastępcy kierownika instytutu.
Po wybuchu II wojny światowej 1939, kampanii wrześniowej i przedostaniu się na zachód został oficerem Polskich Sił Zbrojnych. W stopniu podpułkownika był szefem służby uzbrojenia 3 Brygady Kadrowej Strzelców od 13 września 1940.

## Ordery i odznaczenia
- Krzyż Srebrny Orderu Virtuti Militari nr 3141[22][23][24]
- Krzyż Niepodległości – 6 czerwca 1931 „za pracę w dziele odzyskania niepodległości”[25][1][26]
- Złoty Krzyż Zasługi – 10 listopada 1938 „za zasługi w służbie wojskowej”[27][19]
- Srebrny Krzyż Zasługi[19]

## Publikacje
- The analysis of the velocity of light : the extract from the paper written by L. M. Małachowski in June 1944. B. 1. (1949)
- The analysis of the gravitation : the second extract from the paper written by L. M. Małachowski in June 1944. B. 2. (1950)
- The necessity of further experimental tests with some fundamentals of physics : the thesis of the paper written by L. M. Małachowski in June 1944. B. 3. (1951)
- The answer to the objections and criticism : the objections are concerned with the three published extracts from the paper written by L. M. Małachowski in June 1944. B. 4. (1952)
- The experiments with the fundamentals of classical laws of motion : the experiments are concerned with the paper written by L.M. Małachowski in June, 1944 (1953)